# 自由意志黨 (瑞士)
自由意志党（德語：Libertäre Partei）原名瑞士独立党起来！（德語：Unabhängigkeitspartei up!），也称为起来！瑞士（德語：up!schweiz），是瑞士的一个自由意志主义政党，成立于2014年6月18日。它是自由意志党国际联盟的主要创始成员之一。

## 历史
自由意志党由西蒙·谢勒、西尔万·安伯格和布伦达·梅德于2014年创立。由于创始人布伦达曾任青年自由主义者主席，这一宣布受到了相当广泛的媒体关注。2015年，该党在苏黎世成立了州分部，并竞选议会，但没有成功。
2018年2月，西蒙·谢勒和西尔万·安伯格因反对联邦税收而出现在全国电视辩论场，使得该党再次受到广泛关注。

## 政治立场
自由意志党的愿景是把政府活动减少到最低限度。政府的唯一目的应该是保护公民的生命、财产和自由。
该党十分强调自己的哲学基础，包括自我所有权和互不侵犯原则，并在《原则文件》中阐述了这些基础。
自成立以来，该党一直主张取消补贴（如文化补贴），取消联邦所得税、啤酒税、强制养老保险“AHV”，支持移民自由化和所有药物合法化。

## 组织
自由意志党由一个国家委员会管理，该委员会每年由有投票权的活跃成员选举产生（所谓的“司机”）。委员会可以设立地方机构。迄今为止，苏黎世州成立了唯一一个州级党。该党只在瑞士德语区活跃，但也拥有一个法语网站。
该党已经多次确认，它将只竞选议会议员，并避免在政治上担任任何行政职务。

## 公众看法和媒体评价
由于对药物的容忍立场，自由意志党被评价为瑞士自由主义政党自民党.自由党的“嬉皮版”。瑞士媒体曾提到过起来！有“激进先锋派”之称，还被称为“讨厌政府的人”或“国家的敌人”。
通常，自由意志党被称为“年轻”、“小型”甚至“微型党”。一些媒体批评称根据规模和选民人数，该党获得了超过其应有水平的媒体关注度。